# Antipatinage

Exemple de témoin d'avertissement de l'antipatinage sur le tableau de bord.

L'antipatinage est un système régulant l'accélération pour limiter la perte d'adhérence de la (deux-roues) ou des roues motrices d'un véhicule.

## Description
Le système antipatinage est surtout utilisé sur les véhicules puissants risquant de perdre le contrôle en cas d’accélération importante sur un sol peu adhérent. Il peut être utile pour tous les types de véhicules lors d’accélération sur surface humide, grasse ou recouverte de gravillons.
L'antipatinage est aussi proposé pour la moto ; système initié par l'Allemand BMW et son ASC.

## Appellations
Suivant les marques des véhicules, le nom du système d'antipatinage porte différentes appellations :
- ASR : de l'allemand « Antriebsschlupfregelung  », signifiant « Contrôle de traction » ;
- TCS : de l'anglais « Traction Control System » signifiant « Système de contrôle de la traction » ;
- ASC et ASC+T : terminologie BMW, de l'anglais « Automatic Stability Control [+ Traction] », signifiant « Contrôle automatique de stabilité [et de traction] »[4].

## Sports mécaniques
L'antipatinage (Traction Control) est utilisé en compétition automobile. Il a notamment été exploité en Formule 1 à diverses périodes à partir des années 1990 avant d'être définitivement interdit par la FIA en 2008. On le retrouve en deux-roues dans des catégories de pointe comme le MotoGP,.